# Пуцьк (гміна)
Гміна Пуцьк (пол. Gmina Puck) — сільська гміна у північній Польщі. Належить до Пуцького повіту Поморського воєводства.
Станом на 31 грудня 2011 у гміні проживало 24232 особи.

## Територія
Згідно з даними за 2007 рік площа гміни становила 243.29 км², у тому числі:
- орні землі: 60.00%
- ліси: 29.00%

Таким чином, площа гміни становить 42.31% площі повіту.

## Населення
Станом на 31 грудня 2011:
| Опис     | Загалом | Загалом | Чоловіки | Чоловіки | Жінки | Жінки |
| -------- | ------- | ------- | -------- | -------- | ----- | ----- |
| одиниця  | осіб    | %       | осіб     | %        | осіб  | %     |
| все      | 24232   | 100     | 12164    | 50.20    | 12068 | 49.80 |
| міське   | 0       | 100     | 0        |          | 0     |       |
| сільське | 24232   | 100     | 12164    | 50.20    | 12068 | 49.80 |

## Сусідні гміни
Гміна Пуцьк межує з такими гмінами: Вейгерово, Владиславово, Косаково, Крокова, Пуцьк, Реда, Румія.